# Stoned Raiders
Stoned Raiders è il sesto album in studio del gruppo musicale statunitense Cypress Hill, pubblicato nel 2001.

## Tracce
1. Intro
2. Trouble
3. Kronologik (feat. Kurupt)
4. Southland Killers (feat. MC Ren & King Tee)
5. Bitter
6. Amplified
7. It Ain't Easy
8. Memories
9. Psychodelic Vision
10. Red, Meth & B (feat. Redman & Method Man)
11. Lowrider
12. Catastrophe
13. L.I.F.E. (feat. Kokane)
14. Here Is Something You Can't Understand (feat. Kurupt)

## Accoglienza
La rivista statunitense Vibe giudicò in modo positivo l'alternanza di tracce hip hop e rap metal nel disco, ed apprezzò la capacità degli autori di "saper ispirare entrambe le scene musicali, continuando senza scadere nel 'già sentito' il discorso inaugurato con la pubblicazione del precedente album Skull & Bones". Nel 2023 è stato espresso un giudizio altrettanto favorevole dalla rivista Louder, nella sua lista dei dieci migliori album del gruppo.